# Loboptera isolata
Loboptera isolata är en kackerlacksart som beskrevs av Philippe Grandcolas 1994. Loboptera isolata ingår i släktet Loboptera och familjen småkackerlackor.
Artens utbredningsområde är Saudiarabien. Inga underarter finns listade i Catalogue of Life.